# Ioan Marcu
Ioan Marcu (n. 13 noiembrie 1944) este un fost deputat român în legislatura 1990-1992, ales în județul Hunedoara pe listele partidului FSN. Ioan Marcu a fost membru în grupurilr parlamentare de prietenie cu Republica Coreea, Republica Populară Chineză, Regatul Belgiei și Canada.